# زنان در ماداگاسکار
زنان در ماداگاسکار به‌طور کلی بیشتر از مردان عمر می‌کنند و تعداد آنها از مردان بیشتر است. آنها به‌طور سنتی در سنین پایین ازدواج می‌کنند و تابع شوهرانشان هستند. تقریباً یک سوم از زنان ماداگاسکار اولین فرزند خود را قبل از رسیدن به سن ۱۹ سالگی به دنیا می‌آورند و کسانی که می‌خواهند بارداری را به تأخیر بیندازند ممکن است به وسایل جلوگیری از بارداری دسترسی نداشته باشند. با وجود اینکه سقط جنین در ماداگاسکار غیرقانونی و بدون هیچ استثنایی است، این عمل رایج است، و تخمین زده می‌شود که ۲۴ درصد از زنان حداقل یک بار سقط جنین داشته‌اند. در حالی که از نظر قانونی برابر با مردان هستند، در برخی زمینه‌ها حقوق مالکیت و فرصت‌های شغلی نابرابر دارند.

## سلامت
زنان ماداگاسکار دارای امید به زندگی بالاتری نسبت به مردان هستند؛ به‌طور متوسط ۶۱٫۳ سال برای زنان در مقابل ۵۷٫۷ سال برای مردان در سال ۲۰۱۰. تعداد زنان نسبت به مردان بیشتر است؛ زنان ۵۰٫۳ درصد از جمعیت کشور را در سال ۲۰۱۰ تشکیل می‌دهند که برابر با ۱۹٬۶۶۹٬۹۵۳ نفر است.
کم‌خونی در زنان ماداگاسکار رایج است و ۳۶ درصد از آن‌ها به نوعی از این بیماری مبتلا هستند که بیشتر به شکل خفیف رخ می‌دهد. شیوع این بیماری در سال‌های اخیر کاهش یافته است. شیوع ایدز در ماداگاسکار کمتر از میانگین قاره آفریقا است و نرخ ملی آن حدود ۱ درصد برآورد شده است. زنان باردار نرخ ابتلای پایینی داشتند؛ با این حال، نرخ سایر بیماری‌های مقاربتی به‌ویژه سیفلیس در این کشور بالا است.

## زندگی خانوادگی

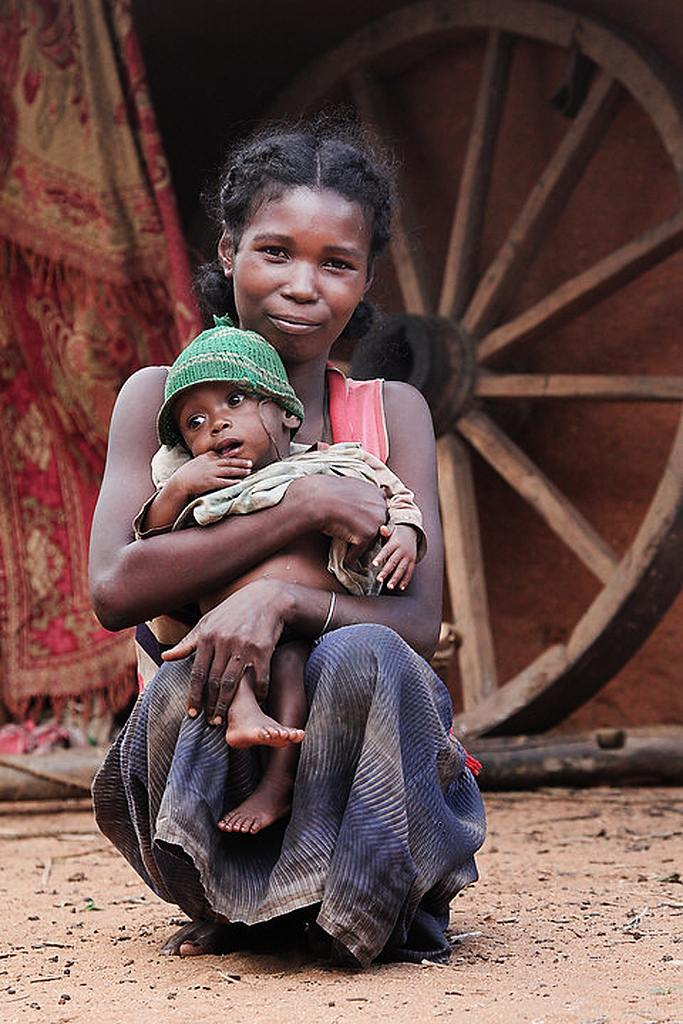
یک زن ماداگاسکاری به همراه فرزندش

طبق قوانین ماداگاسکار، زنان باید حداقل ۱۴ سال سن داشته باشند تا بتوانند ازدواج کنند، که کمتر از حداقل سن قانونی برای مردان است. پیش از رسیدن به سن ۱۸ سالگی، تنها رضایت والدین برای ازدواج یک زن کافی است، در حالی که زنان بالای ۱۸ سال باید رضایت خود را اعلام کنند. طبق گزارش سازمان ملل متحد، از میان زنان بین سنین ۱۵ تا ۱۹ سال، ۳۴ درصد پیش از این ازدواج کرده‌اند. چندهمسری ممنوع است، گرچه هنوز در برخی موارد رخ می‌دهد. فرهنگ ماداگاسکار به‌طور سنتی پدرسالارانه است.

## باروری
اگرچه نرخ باروری کل در ماداگاسکار در حال کاهش است، تعداد زیاد زنان در سن باروری باعث شده است که شتاب جمعیتی تعداد کل تولدها را افزایش دهد. انتظار می‌رود این تأثیر ظرف ۳۰ سال کاهش یابد. تقریباً یک سوم از زنان ماداگاسکاری زیر ۱۹ سال حداقل یک فرزند داشته‌اند، و بیشتر آن‌ها شیر می‌دهند؛ به‌طوری‌که ۵۱ درصد از آن‌ها به‌صورت انحصاری تا شش ماهگی فرزند خود شیر می‌دهند.
اگرچه زنان ماداگاسکاری به‌طور فزاینده‌ای از وسایل جلوگیری از بارداری خوراکی و تزریقی استفاده می‌کنند، این روش‌ها هنوز کافی نیستند؛ تنها ۱٫۵ درصد از زنان از وسایل جلوگیری از بارداری کاشتنی استفاده می‌کنند. نرخ سقط جنین حدود ۱ در ۱۰ تخمین زده شده است، به‌طوری‌که ۲۴ درصد از زنان حداقل یک بار سقط جنین داشته‌اند. ۱۵ درصد از زنان متأهل که مایل به استفاده از وسایل جلوگیری از بارداری هستند، به طرح‌های برنامه‌ریزی خانواده دسترسی ندارند. در بیشتر موارد، شوهر زن به‌طور کامل یا جزئی تصمیم می‌گیرد که چه اقداماتی باید انجام شود. یک دیدگاه اقلیت (نگاه ۹ درصد از زنان و ۸ درصد از مردان) بر این باور است که ممکن است یک شوهر، همسر خود را به دلیل امتناع از برقراری رابطه جنسی کتک بزند.
تأثیر آموزش در نرخ مرگ‌ومیر نوزادان ماداگاسکار دیده شده است. طبق گفته‌های مری‌آن شارپ و یوانا کروس از بانک جهانی، مادرانی که تحصیلات متوسطه خود را به پایان رسانده‌اند، مرگ‌ومیر نوزادان کمتری (چهل تا پنجاه درصد کمتر) نسبت به زنانی با سطح تحصیلات کمتر تجربه می‌کنند. زنان جوان‌تر نیز احتمال کمتری دارند که فرزندانی داشته باشند که در سنین پایین فوت کنند. میانگین نرخ مرگ‌ومیر پیرامون تولد از سال ۲۰۰۳ کاهش یافته است.
میزان مرگ‌ومیر مادران در ماداگاسکار کمتر از میانگین آفریقای جنوب صحرا است و به میزان ۴۹۸ مرگ در هر ۱۰۰٬۰۰۰ تولد زنده می‌رسد. این نرخ مرگ‌ومیر بین سال‌های ۲۰۰۰ تا ۲۰۰۹ ثابت باقی مانده است. این رقم تحت تأثیر عوامل متعددی قرار گرفته است. با اینکه ۸۶ درصد از زنان مراقبت‌های پیش از زایمان دریافت می‌کنند، ۴۹ درصد از آنها در مورد عوارض بارداری مطلع نمی‌شوند. حدود ۴۶ درصد از مادران جدید کمتر از چهار جلسه مراقبت‌های پسازایمان دریافت می‌کنند. بیشتر زنان خارج از مراکز درمانی زایمان می‌کنند و تعداد کسانی که در هنگام زایمان کمک دریافت می‌کنند، در حال کاهش است؛ طبق گفته‌های شارپ و کروس، ۳۵ درصد از زنان ماداگاسکاری که خارج از مراکز درمانی زایمان می‌کنند، خدمات درمانی دریافت نمی‌کنند. سقط جنین‌های ناشی از بارداری‌های ناخواسته نیز یکی از عوامل اصلی است.